# MINOCA
MINOCA, acronimo inglese di “Myocardial Infarction with Non-Obstructive Coronary Arteries” (Infarto del Miocardio con Arterie Coronarie Non Ostruite), è una condizione in cui i pazienti presentano sintomi di infarto del miocardio (IM), ma l'angiografia coronarica mostra arterie coronarie non ostruite significativamente. Questa condizione è diventata oggetto di interesse medico poiché rappresenta un gruppo di pazienti con sintomi di IM, ma un diverso quadro clinico.

## Diagnosi
La diagnosi di MINOCA richiede il soddisfacimento di criteri specifici, tra cui la definizione universale di IM, l'assenza di ostruzioni coronariche significative e la mancanza di cause clinicamente evidenti.

## Eziologia
L'eziologia di MINOCA è eterogenea, comprendendo cause coronariche, cardiache ed extra-cardiache, come la rottura di placca, lo spasmo coronarico e la Sindrome di Takotsubo.

## Prevalenza
MINOCA costituisce circa il 5-10% di tutti gli IM ed è più comune tra le donne giovani.

## Approccio Diagnostico ed Investigativo
L'indagine di MINOCA richiede l'esclusione di disturbi che possono simulare l'IM e la ricerca della causa sottostante. L'uso di immagini di risonanza magnetica cardiaca (CMR) è utile per distinguere tra le diverse condizioni che possono simulare MINOCA. Tecniche diagnostiche avanzate come l'angiografia coronarica con OCT o l'ecografia intravascolare (IVUS) possono essere utilizzate per determinare l'eziologia in casi incerti.

## Trattamento e Futura Ricerca
Attualmente, non esistono studi controllati randomizzati sul trattamento di prevenzione secondaria per MINOCA. Ulteriori ricerche sono necessarie per migliorare la comprensione di questa condizione e sviluppare linee guida cliniche adeguate per la gestione dei pazienti con MINOCA.